# Cinderella aczeli
Cinderella aczeli är en tvåvingeart som beskrevs av Steyskal 1969. Cinderella aczeli ingår i släktet Cinderella och familjen myllflugor. Inga underarter finns listade i Catalogue of Life.